# M.E.M.
M.E.M. je debitantski studijski album slovenske rock skupine Zgrešeni primeri, izdan leta 2007 pri založbi Multi Records.
Skupina se je v opombah na ovitku albuma zahvalila tudi skupinam The Beatles, Red Hot Chili Peppers, Iron Maiden in Agropop.

## Seznam pesmi
Vse pesmi je napisala skupina Zgrešeni primeri.
| Št.             | Naslov                    | Dolžina |
| --------------- | ------------------------- | ------- |
| 1.              | „Adam, Eva in raj‟        | 2:38    |
| 2.              | „Silikon bejbe‟           | 3:31    |
| 3.              | „Še žov ti bo‟            | 3:34    |
| 4.              | „10. rajh‟                | 3:29    |
| 5.              | „Pridi k men‟             | 2:25    |
| 6.              | „Na strehi ženskega mita‟ | 4:01    |
| 7.              | „Harmonik monik‟          | 3:25    |
| 8.              | „Luzer‟                   | 2:57    |
| 9.              | „Si srečna zdaj‟          | 1:57    |
| 10.             | „Prfoksa‟                 | 2:08    |
| 11.             | „Enigma človeštva‟        | 1:37    |
| 12.             | „Mi‟                      | 4:37    |
| Skupna dolžina: | Skupna dolžina:           | 35:56   |

## Zasedba
Zgrešeni primeri
- Janko Rošelj — glavni vokal, bas kitara
- Miha Eržen — kitara, spremljevalni vokal
- Andrej Podobnik — kitara, spremljevalni vokal
- Matej Samec — bobni

Ostali
- Boštjan Uršič – Hannibal — glavni vokal (4), spremljevalni vokal (5)
- Martin Sever — spremljevalni vokal (1, 11)
- Aleš Zibelnik — harmonika (8), miksanje, mastering
- Tamara Marinček — oblikovanje